# František Ružička
František Ružička (ur. 3 lutego 1966) – słowacki dyplomata, w latach 2005–2010 ambasador w Polsce.

## Życiorys
W latach 1984–1989 studiował w Moskiewskim Państwowym Instytucie Stosunków Międzynarodowych. W 1991 uzyskał doktorat z dziedziny filozofii na Uniwersytecie Karola w Pradze.
W 1989 rozpoczął pracę w Ministerstwie Spraw Zagranicznych Czechosłowacji, następnie przeszedł do służby dyplomatycznej nowo powstałego państwa słowackiego. W latach 1993–1996 był Pierwszym Sekretarzem Ambasady Słowacji w Waszyngtonie. Między 1996 a 1999 rokiem pełnił kolejno funkcje: zastępcy Dyrektora Biura Sekretarza Stanu, Dyrektora Departamentu Międzynarodowej Współpracy Gospodarczej, oraz zastępcy Dyrektora Generalnego. W latach 1999–2003 był radcą i zastępcą ambasadora w ambasadzie w Pradze. W latach 2003–2005 Dyrektor Departamentu Spraw Wewnętrznych i Instytucji UE. Od października 2004 do marca 2005 Dyrektor Generalny Sekcji Spraw Europejskich w MSZ. Od maja 2005 do lutego 2010 pełnił funkcję ambasadora w Polsce. Obecnie Dyrektor Generalny słowackiego MSZ.
W 2010 został odznaczony Krzyżem Komandorskim Orderu Zasługi Rzeczypospolitej Polskiej.